# Бийт музика
Бийт музиката (на английски: Beat music), или само бийт, дори бит, е музикален стил, свързан с рок и поп музиката.
Наричана е също мърсибийт (merseybeat) – за групите от Ливърпул (край река Мърси), и брамбийт/бръмбийт (brumbeat) – за групите от Бирмингам.
Тази музика се заражда в Англия в началото на 1960-те години (след успеха на „Бийтълс“) – в Ливърпул, Бирмингам, Манчестър, Лондон, после се разпространява в страната и по света. Практически няма нищо общо с битниците (beats, beatniks) и литературното движение, наричано Бийтпоколение, от 1950-те и 1960-те години.
Стилът представлява сплав от рокендрол, ду-уап, скифъл (skiffle), ритъм енд блус и соул. Фактически е предвестник на рока. В музиката доминира по правило чиста китара, силен и хармоничен вокал, отчетлива партия на ударни инструменти. Песните имат обикновено запомнящ се мотив.
Сред известните представители на бийт музиката са: „Бийтълс“, „Джери и Пейсмейкърс“, „Холис“, „Ярдбърдс“, „Ху“, „Енимълс“, „Кинкс“, „Манфред Ман“, „Прити Тингс“, „Ролинг Стоунс“, „Трогс“, „Дем“, „Муди Блус“, американските „Мънкис“, „Бийч Бойс“, руско-съветската „Сокол“ и др.